# Цементит
Цементит или карбиди железа је хемијско једињење са формулом Fe3C, и са орторомбичном кристалном решетком. То је чврст, лако ломљив материјал, класификован као керамика у својој чистој форми, иако је много важнији у металургији. 
Формира се директно из раствора као примарна фаза или (заједно са аустенитом) у ледебуритном еутектикуму код белог ливеног гвожђа. У угљеничном челику, формира се или из аустенита током хлађења, или из мартензита током "отпуштања".
Fe3C се, такође, назива и кохенит, најчешће када се налази у смјеси са никл и кобалт карбидима из метеорита. Ову форму, чврстог, сребрно сјајног минерала, први је описао E. Weinschenk 1889. године.